# Comuna Boșcana, Criuleni
Comuna Boșcana este o comună din raionul Criuleni, Republica Moldova. Este formată din satele Boșcana (sat-reședință) și Mărdăreuca.

## Demografie
Conform datelor recensământului din 2014, comuna are o populație de 3.390 de locuitori. La recensământul din 2004 erau 3.380 de locuitori.

## Administrație și politică
Componența Consiliului local Boșcana (13 consilieri), ales la 5 noiembrie 2023, este următoarea:
|  | Partid                                       | Consilieri | Componență | Componență | Componență | Componență | Componență | Componență | Componență |
|  | -------------------------------------------- | ---------- | ---------- | ---------- | ---------- | ---------- | ---------- | ---------- | ---------- |
|  | Partidul Social Democrat European            | 7          |            |            |            |            |            |            |            |
|  | Partidul Acțiune și Solidaritate             | 3          |            |            |            |            |            |            |            |
|  | Partidul Socialiștilor din Republica Moldova | 2          |            |            |            |            |            |            |            |
|  | Partidul Liberal Democrat din Moldova        | 1          |            |            |            |            |            |            |            |